# Eupithecia pseudosatyrata
Eupithecia pseudosatyrata là một loài bướm đêm trong họ Geometridae.